# ルイーズ・アルブール

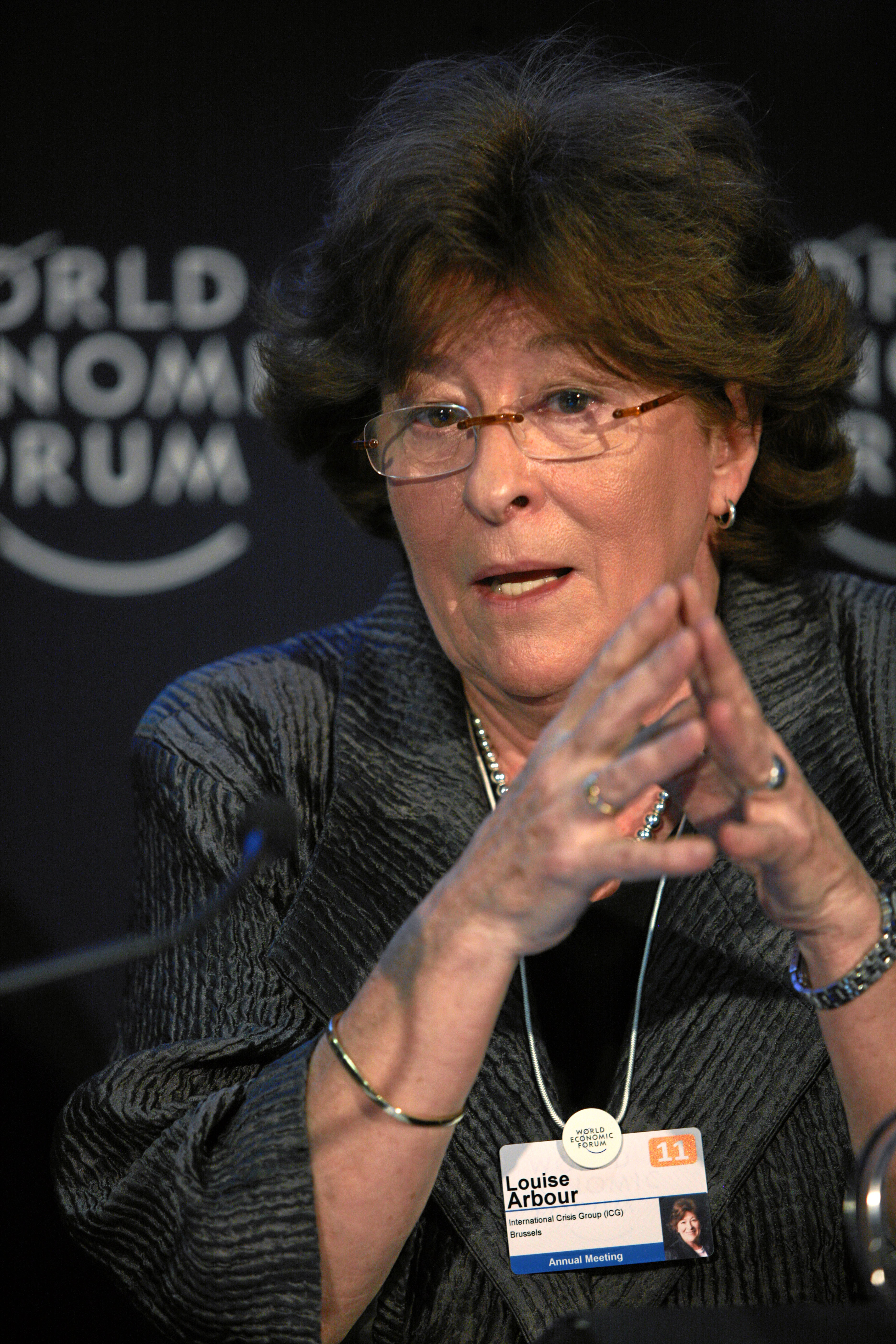
ルイーズ・アルブール（2011年撮影）

ルイーズ・アルブール（Louise Arbour、1947年2月10日 - ）は、カナダの弁護士、検察官、法学者。国際連合人権高等弁務官（2004年 - 2008年）、カナダ最高裁判所裁判官、旧ユーゴスラビア国際戦犯法廷とルワンダ国際戦犯法廷の検察官を歴任した。ケベック州・モントリオール生まれ。
国際連合人権高等弁務官在任中にモントリオールのLGBT人権国際会議においてオピニオンリーダーとして指導的な役割を果たし、2006年7月29日に採択された「LGBT（レスビアン、ゲイ、バイセクシャル、トランスジェンダー）の人権に関するモントリオール宣言」の成立に貢献した。さらに世界人権宣言並びに国際人権法を基にLGBT並びに性分化疾患の当事者の人権の完全な保障と絶対的差別禁止を目指して同年11月に国際法律家委員会と前国際連合人権委員会の構成員により議決されたジョグジャカルタ原則成立の発端にも影響を与えた。2008年には国連人権賞を受賞している。2009年7月より人道に関する非政府組織である国際危機グループの議長を務めている。2016年唐奨受賞。

## 略歴
- ホテルチェーン経営者の家に生まれる
- 修道院付属学校時、両親は離婚
- モントリオール大学卒業
- オタワ大学院、民法修了